# Filature de Moussey
La filature de Moussey est une ancienne filature textile située à Moussey, dans le département des Vosges, en France.

## Histoire
La réputation de Moussey repose sur son industrie textile, débutée avec la construction de sa première filature en 1836, suivie de l'édification d'un château voisin entre 1858 et 1863. Cette activité textile a continué jusqu'en 1964.

## Description

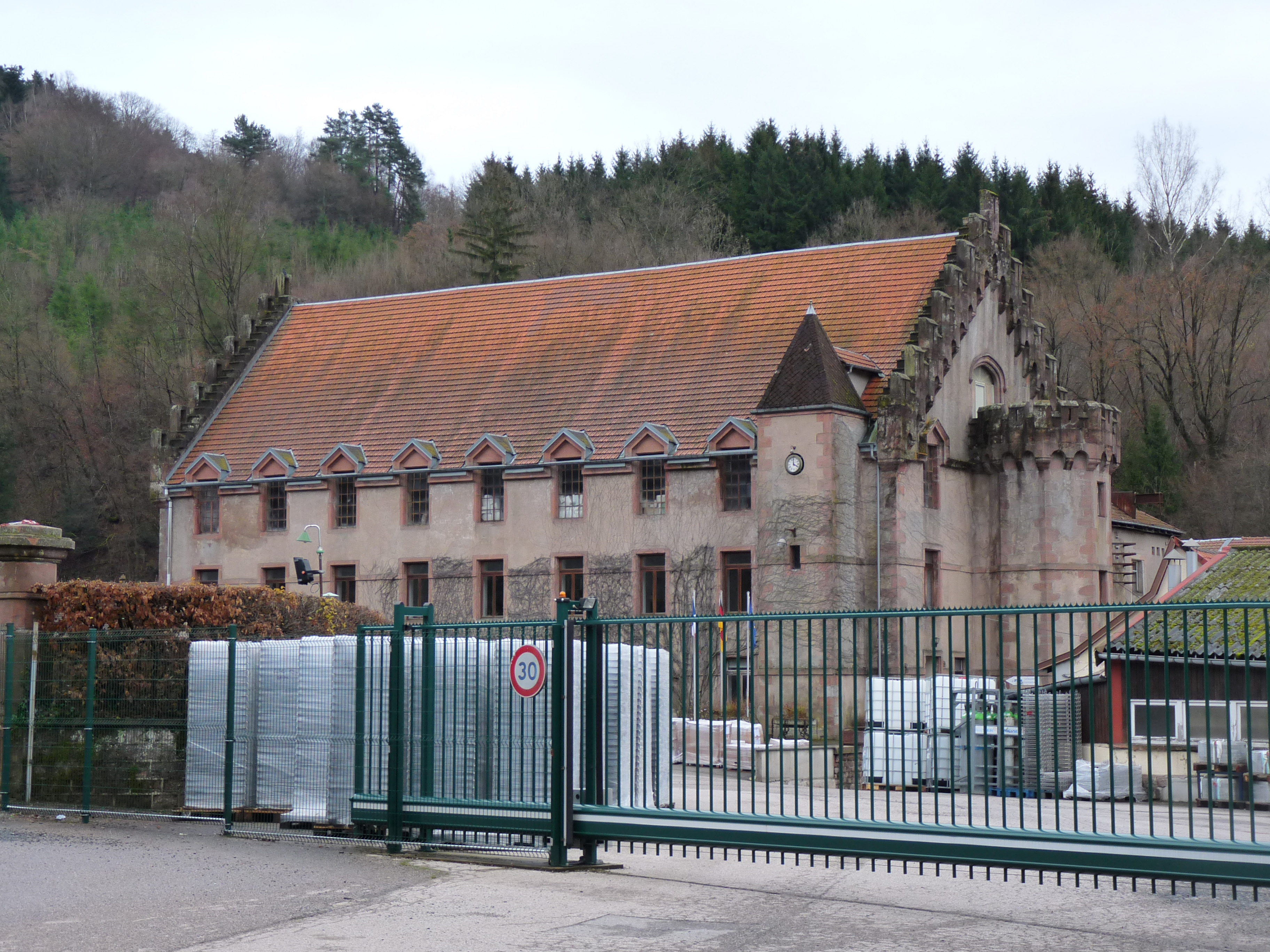
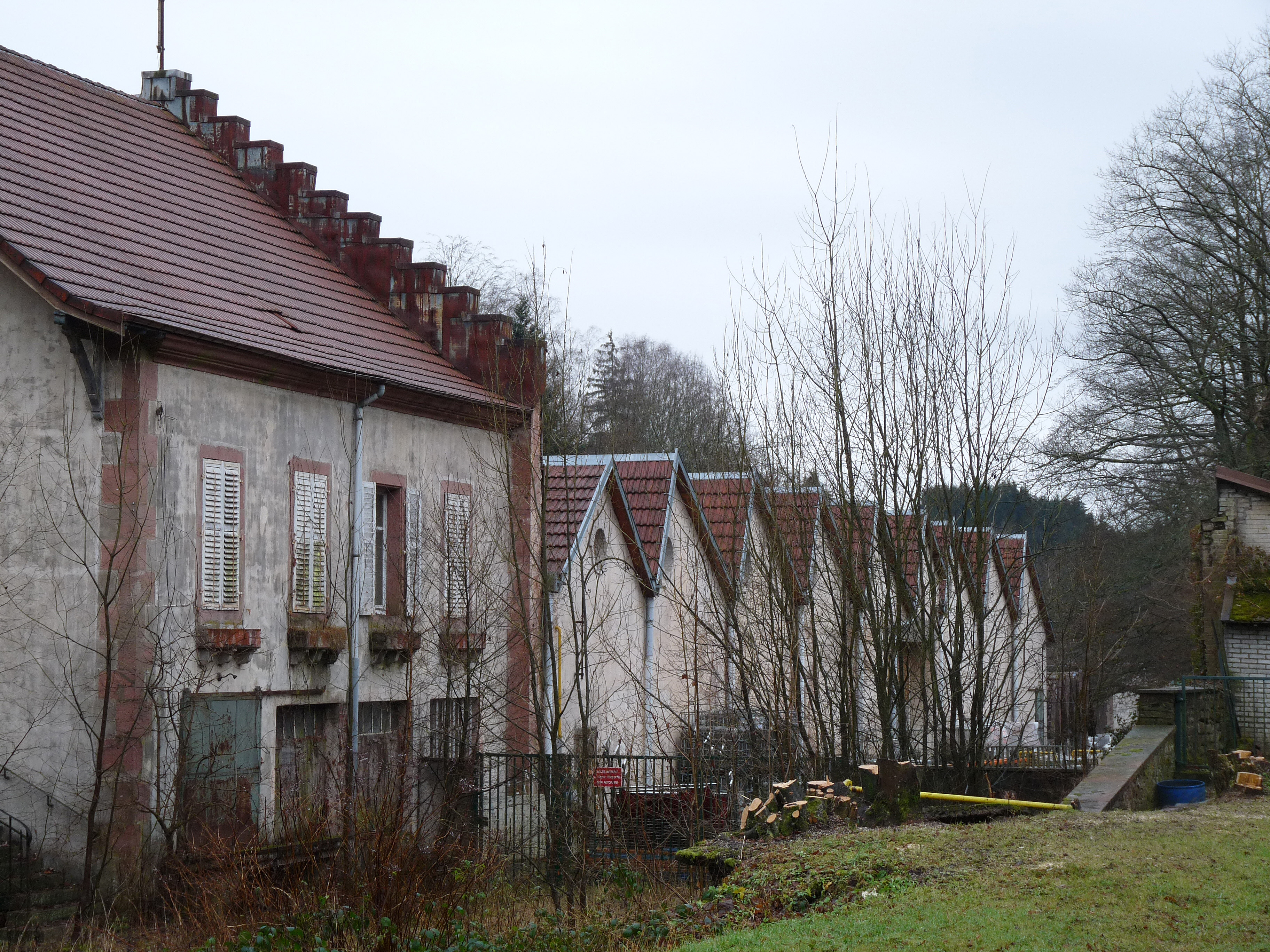
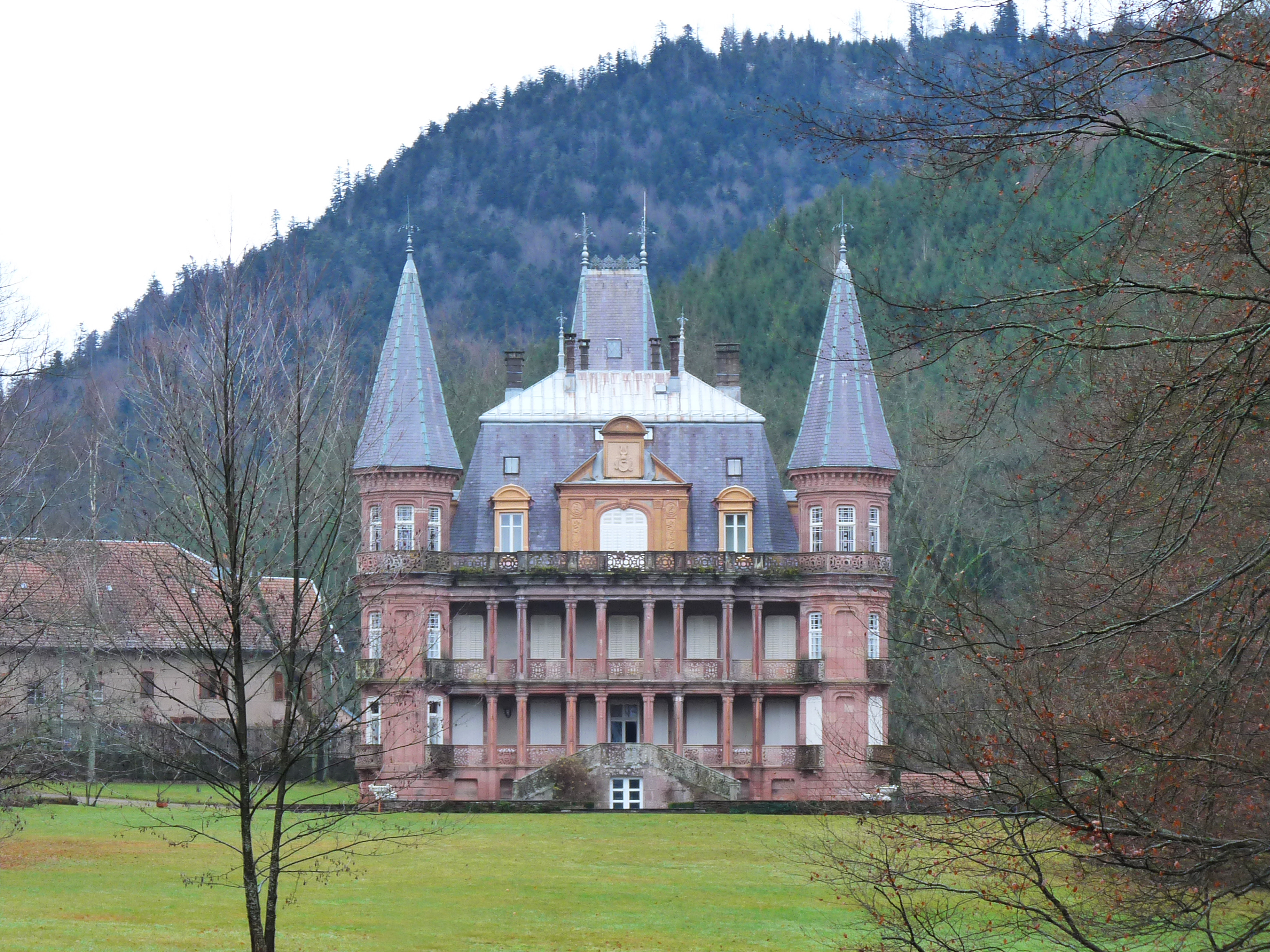
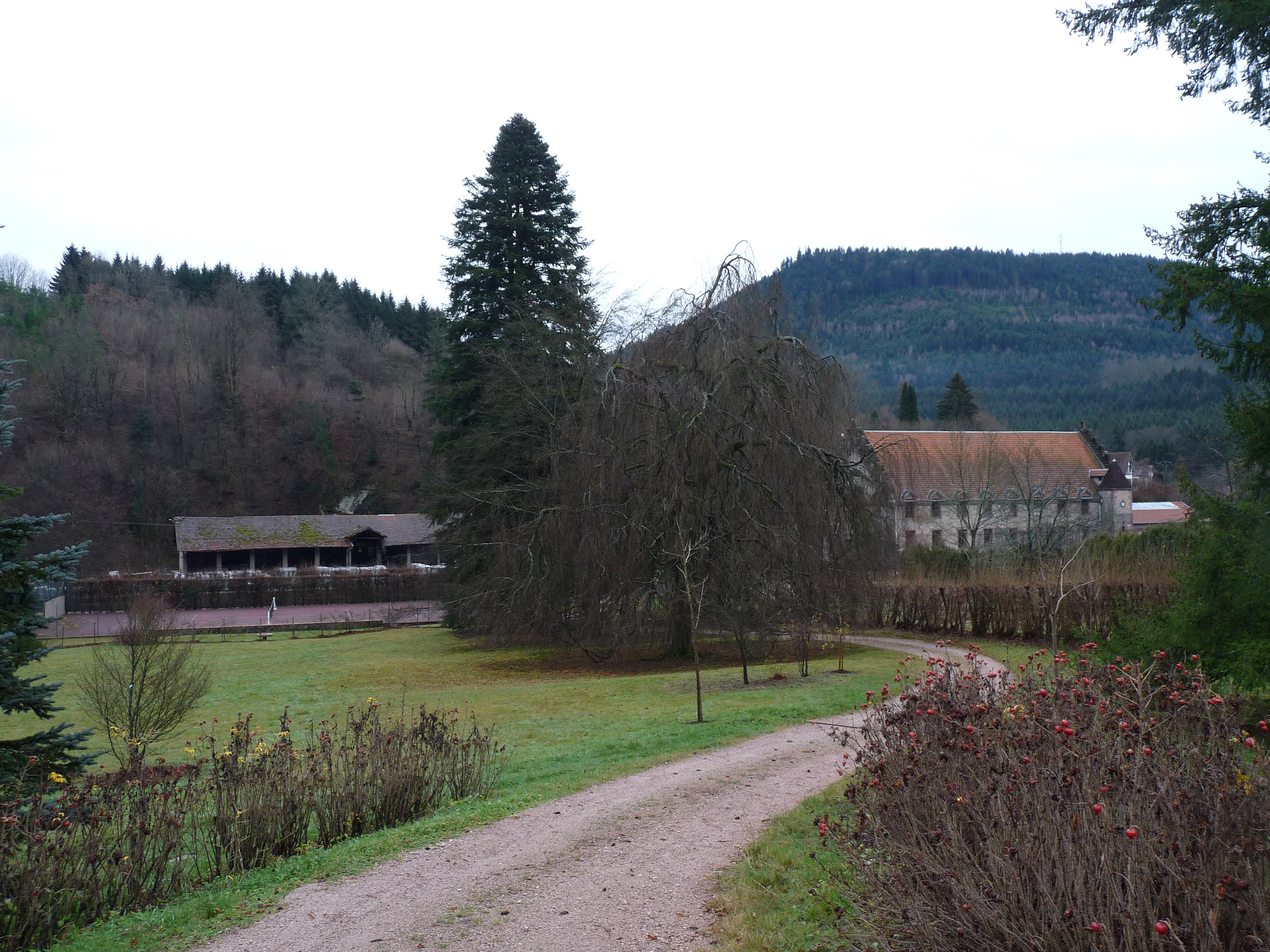

## Protection
Les façades et toitures du château et de la glacière ainsi que le bassin ; les façades et toitures du bâtiment crênelé dit Atelier, sont inscrits au titre des monuments historiques par arrêté du 17 mai 1988.